# Sadocus
Sadocus is een geslacht van hooiwagens uit de familie Gonyleptidae.
De wetenschappelijke naam Sadocus is voor het eerst geldig gepubliceerd door Sørensen, in L.Koch in 1886. 

## Soorten
Sadocus omvat de volgende 7 soorten:
- Sadocus allermayeri
- Sadocus asperatus
- Sadocus dilatatus
- Sadocus funestis
- Sadocus ingens
- Sadocus nigronotatus
- Sadocus polyacanthus

Let op: veranderingen sinds Hallan 
- Sadocus bicornis = Sadocus asperatus
- Sadocus brasiliensis = Discocyrtus catharinensis
- Sadocus calcar = Gonyleptes horridus
- Sadocus conspicillatus = Sadocus polyacanthus
- Sadocus exceptionalis = Sadocus polyacanthus
- Sadocus guttatus = Sadocus polyacanthus
- Sadocus planiceps => Eubalta planiceps